# ناش (فلم)
رقص (بالإنجليزية: Naach) هو فيلم هندي للمخرج والمنتج رام غوبال فارما وبطولة أنتارا مالي، أبهيشيك باتشان وريتيش ديشموك.
الفيلم من إنتاج عام 2004 لشركة الإنتاج الموسيقية تي سيريز.

## القصة
ريفا (أنتارا مالي) الفتاة المولعة بالرقص العصري، تبحث عن عمل في السينما كمصممة رقص، لكنها تتعرض للرفض بسبب نوع الرقص الذي تقدمه، الذي يعتمد على الإحساس والهدوء.
إلا أن تقابل أبهيناف (أبهيشيك باتشان) العاطل عن العمل والذي بدوره يطمح لكي يصبح ممثلا، لكنه ينجح في إقناع أحد المخرجين بمواهبه، ويشترط عليه مصممة رقص، هنا ستعطى الفرصة لريفا لتكون المصممة، لكنها سترفض الأمر بحجة أنها ترغب في البحث بنفسها دون واسطة، لكنها ستقتنع في النهاية، أثناء التدريبات والعمل، تحدث قصة حب بين (ريفا وأبهيناف) التي سينتج عنها مشاكل عملية التي ستقف في طريق النجاح، ولإنهاء قصة الحب هذه، ستقوم ريفا بقطع علاقتها ب أبهيناف لاستمرار النجاح العملي، رغم ذلك سينجح أبهيناف في إقناعها بحبه.

## الممثلين
- أنتارا مالي ... ريفا
- أبهيشيك باتشان ... أبهيناف
- ريتيش ديشموك ... أنوج
- بريا بادلاني... بريا
- مانوج باهوا

## روابط خارجية
- مقالات تستعمل روابط فنية بلا صلة مع ويكي بيانات